# Club Mariscal Santa Cruz
El Club Mariscal Santa Cruz fue un club de fútbol de la ciudad de La Paz, Bolivia. Fue fundado el 17 de julio de 1923 y desapareció en 1976.

## Historia
El club fue fundado el 17 de julio de 1923 con el nombre de Northern Football Club. En 1965 pasó a denominarse Club Mariscal Santa Cruz en honor del mariscal Andrés de Santa Cruz, antiguo presidente de Perú y Bolivia, cuando el club fue vendido a las Fuerzas Armadas de Bolivia debido a problemas económicos.
El equipo alternó campañas en la Copa Simón Bolívar, que era la máxima categoría del fútbol de Bolivia, con otras en la Segunda División. También jugó en la liga profesional de La Paz de la Asociación de Fútbol de La Paz, entre 1950, año de su creación, y 1976, cuando el club desapareció.
Su única participación en una competición continental oficial de la CONMEBOL fue en la Recopa Sudamericana de Clubes de 1970, ganando su grupo y luego venciendo en la final al Club Deportivo El Nacional de Ecuador, convirtiéndolo hasta el día de hoy en el único equipo boliviano que ha ganado una competición continental oficial de la Confederación Sudamericana de Fútbol CONMEBOL.
En 1976 el equipo fue disuelto por orden del entonces Presidente de Facto de Bolivia, el General Hugo Banzer.

## Uniforme
- Uniforme titular: Camiseta a rayas blancas y azules, pantalón negro, medias negras.
- Uniforme alternativo: Camiseta blanca, pantalón blanco, medias blancas.

| Titular | Visitante |

## Estadio

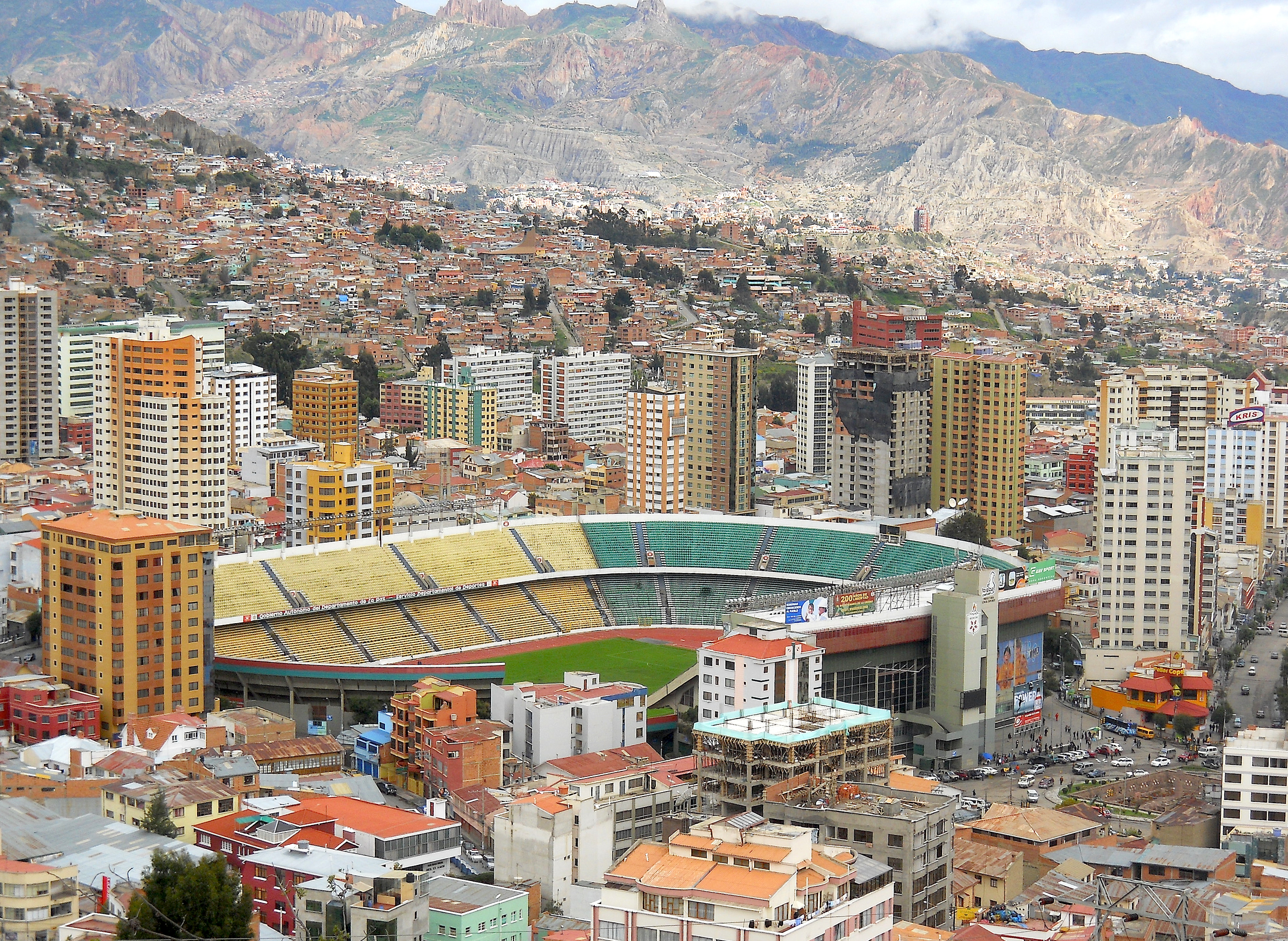
Vista del estadio desde el Barrio Miraflores.

Disputaba sus encuentros de local en el Estadio Hernando Siles de La Paz, el más amplio del país. Inaugurado en 1931, el recinto tiene un aforo para 45 143 espectadores, y ha sido sede de tres Copas América, numerosos encuentros de las eliminatorias para la Copa Mundial de la FIFA
El estadio está localizado en el barrio de Miraflores, a una altitud de 3.601 metros sobre el nivel del mar, haciéndolo uno de los estadios profesionales más altos del mundo.

## Rankings

### Rankings deIFFHS
- Ranking continental del siglo XX: 48º.

## Datos del club

### Denominaciones
A lo largo de su historia, el club ha visto como su denominación variaba por diversas circunstancias hasta la de Club Mariscal Santa Cruz, vigente desde 1965. El club se fundó bajo el nombre oficial de «Northern Football Club», pero su nombre ha sido modificado por un motivo u otro.
A continuación se listan las distintas denominaciones de las que ha dispuesto el club a lo largo de su historia:
- Northern Football Club (1923-1964) Nombre fundacional del club.
- Club Mariscal Santa Cruz (1965-1976) Nombre adoptado en honor al mariscal Andrés de Santa Cruz.

### Estadísticas
- Temporadas en Primera División: 4. (1956, 1958, 1969, 1975).
- Mejor puesto en Primera División: 4.º (1969).
- Peor puesto en Primera División: 12.º (1958).
- Mejor puesto en la Asociación de Fútbol de La Paz: 3.º (1968, 1969, 1970 y 1976).

#### Participaciones internacionales
| Torneo                            | Ediciones |
| --------------------------------- | --------- |
| Recopa Sudamericana de Clubes (1) | 1970.     |

## Palmarés

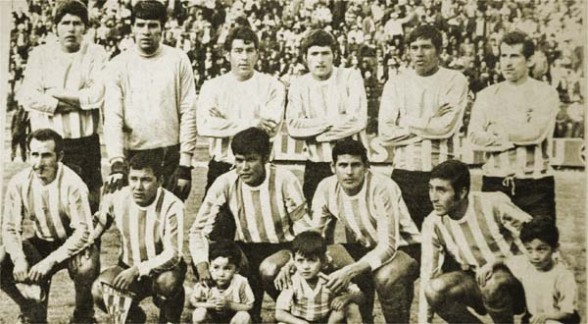
Formación que logró la Recopa Sudamericana de Clubes 1970.

El Club Mariscal Santa Cruz ostenta el récord de ser el único club boliviano en haber ganado una competición oficial internacional: la Recopa Sudamericana de Clubes.
En el plano regional fue campeón de la Segunda División de La Paz en 1966 y su mejor actuación en Asociación de Fútbol de La Paz fue la obtención del tercer puesto en cuatro ocasiones (1968, 1969, 1970 y 1976).

### Torneos internacionales (1)
| Competición internacional           | Títulos               | Subcampeonatos |
| ----------------------------------- | --------------------- | -------------- |
| Recopa Sudamericana de Clubes (1/0) | 1970. (Única edición) |                |

### Torneos regionales
| Competición regional           | Títulos | Subcampeonatos |
| ------------------------------ | ------- | -------------- |
| Segunda División de La Paz (1) | 1966.   |                |